# Colossobolus minor
Espèce
Statut de conservation UICN

 CR B1ab(i,ii,iii,v) : 
En danger critique
Colossobolus minor est une espèce de mille-pattes de la famille des Pachybolidae endémique de Madagascar.

## Répartition et habitat
Cette espèce est endémique de la forêt d'Andalabe sur le littoral Nord-Est de Madagascar.